# Latifundie
Latifundie (z lat. latifundium, rozsáhlý pozemek) byly resp. jsou zemědělské velkostatky ve vlastnictví jedné osoby nebo rodiny, někdy i obchodní společnosti, a spravované centrálně z jednoho místa. V Evropě vznikaly už od antického Říma a v novověku zejména v koloniích. Někde přetrvaly v různé podobě až do moderní doby, zejména v Evropě a Latinské Americe.

## Antický Řím
Rozsah latifundií se v jednotlivých oblastech římského státu lišil, zatímco ve starších osídleních měl takovou povahu často už větší statek, v nových římských provinciích i sebevětší farmy mohly charakter latifundií postrádat. Jejich vznik umožnil výhodnější organizaci práce, efektivnější hospodaření vedoucí později k modernímu zemědělskému průmyslu i snadnější získání finančních prostředků. Z hlediska sociálního však měly latifundie spíše negativní dopad. Vzhledem ke svému rozsahu bylo pro obdělávání půdy zapotřebí stále větší množství otroků (až později byly části latifundií pronajímány kolónům) a protože jejich majitelé trávili svůj čas spíše ve městech, přinesly s sebou i poměrně nákladnou správu s vícero úředníky. Naopak nedostatek volné půdy na venkově způsobil odliv místních obyvatel do měst, kde vytvářeli chudý proletariát, což vedlo k sociálním nepokojům. Proto si již Plinius starší povzdechl „Latifundia perdidere Italiam“ (latifundie ničí Itálii). Tehdejší pokusy o pozemkové reformy, spočívající v rozparcelování latifundií mezi bezzemky, např. bratrů Tiberia a Gaia Graccha, byly ale neúspěšné.

## Další vývoj
Také středověké lenní poměry a konfiskace v důsledků válek spíše růst latifundií podporovaly. Až moderní zákonodárství se opět snažilo podobné velkostatky omezovat, kromě jejich přímého rozdělování mezi drobné rolníky např. rušením fideikomisů nebo vnitřní kolonizací. Naopak kolem poloviny 20. století se ukázalo, že drobní hospodáři nemohou konkurovat velkým „latifundiím“ s rozsáhlou mechanizací a finanční silou, takže se drobná hospodářství opět scelují a velcí vlastníci půdy je výhodně vykupují.[zdroj?] Latifundisty byli také nazváni statkáři v moderním Chile.